# Van Gogi
Van Gogi (russisk: Ван Гоги) er en russisk spillefilm fra 2019 af Sergej Livnev.

## Medvirkende
- Aleksej Serebrjakov som Mark
- Daniel Olbrychskij som Victor
- Jelena Koreneva som Irina
- Polina Agurejeva som Masja
- Natalja Negoda som Tanja